# 劇団ハーベスト
劇団ハーベスト（げきだんハーベスト、gekidan herbest）は、2012年1月に結成された日本の劇団。
2019年10月活動休止。ソニー・ミュージックアーティスツに所属していた。
活動休止時の所属メンバーは7人。

## 概要
- ソニー・ミュージックアーティスツ所属の若手女優による演劇集団、2011年夏に開催された同事務所主催のオーディション「アクトレース」で応募者1万1704名の中から選ばれたメンバーで結成。2012年1月に旗揚げ・お披露目イベントを行った[2]。
- 劇団名の「ハーベスト」には、彼女たちがそれぞれにベストを尽くし切磋琢磨する（her best）、育成の結果、収穫を舞台で観てもらう（harvest）の2つの意味が込められている。
- 所属メンバーの大半が学生のため、春・夏・冬の長期休暇期間に公演を行っている。なお、冬公演は基本的に受験生であるメンバーが不参加での「特別公演」となる。
- 劇団ハーベストとして定期的に公演を行いながら、メンバーそれぞれがソロとして客演、映画・ドラマ出演、モデル、歌手等の活動をしている[3]。
- 第9回公演よりメンバー内からもプロデューサーを立て、作品のディレクションを行っている。

## 来歴
- 2012年（平成24年）
  - 2012年1月、旗揚げ・お披露目イベント開催
  - 2012年2月、初イベント『劇団ハーベストの初遠足！～おやつはいくらまでOKですか？～』開催
  - 2012年3月、旗揚げ公演『開演します！～girl's up! up!～』上演
  - 2012年8月、第2回公演チケット販売イベント開催、第2回公演『一筆啓上！～girls look up!～』上演
  - 2012年9月、イベント『劇団ハーベストの文化祭～演劇部はまた大騒ぎ！～』開催
  - 2012年12月、冬の特別公演『GIRLS COUNT DOWN！』上演、篠崎ニイナ 退団
- 2013年（平成25年）
  - 2013年3月、第3回公演『位置について！～girls start up!～』上演
  - 2013年6月、若菜葵・西園瑠花 退団、鈴木悠巴・弓木菜生 加入
  - 2013年7月、『神様のイタズラ』DVD発売記念＆第4回公演直前イベント開催
  - 2013年8月、第4回公演『見切り発車シスターズ -happy go lucky-』上演
  - 2013年12月、冬の特別公演『BREAK!!～三者三様3姉妹～』上演
- 2014年（平成26年）
  - 2014年3月、第5回公演『反重力ガール -starting over!!-』上演
  - 2014年6月、SMA☆アーティスト会員限定特別企画第1弾として、『劇団ハーベスト初めての公開稽古！』を開催
  - 2014年7月、第6回公演『裏と表とコーヒーフロート』上演
  - 2014年9月、オフィシャルモバイルサイト「Bon Appetit」開設
  - 2014年12月、冬の特別公演『季節はずれの収穫祭～冬だって採れるもんは採れる！Bon Appetit！』上演
- 2015年（平成27年）
  - 2015年3月、第7回公演『明日の君とシャララララ』上演
  - 2015年5月、鈴木悠巴 退団[4]
  - 2015年8月、第8回公演『MIRACLE8』上演
  - 2015年12月、冬の特別公演『季節はずれの収穫祭～Are you ready for New Year’s Eve?～』上演
- 2016年（平成28年）
  - 2016年1月1日、井上結愛・葛岡有 加入[5]
  - 2016年1月31日、旗揚げ５周年記念イベント『劇団ハーベスト観察日誌！』開催
  - 2016年3月、第9回公演上演『起死回生スウィングバイ』上演
  - 2016年6月26日、初のファンミーティング『激談！ハーベスト！』を開催、リーダーが青山美郷から加藤梨里香に交代すること、サブリーダーが山本萌花と望月瑠菜の2人体勢となることを発表
  - 2016年8月、第10回公演『真っ向ガール』上演
  - 2016年12月、冬の特別公演『ジェラシック・パーク』上演[6]
- 2017年（平成29年）
  - 2017年3月11日、ファンミーティング『激談！ハーベスト！ vol.2』開催
  - 2017年3月、第11回公演『杜町ペッパージャム』上演
  - 2017年7月25日、イベント『カムバック！ベコタンズ！』開催
  - 2017年8月、第12回公演『芸能事務所 錦芸能舎の夏』上演、青山美郷・松永ミチル 退団[7]
  - 2017年11月、篠崎新菜（旧芸名、篠崎ニイナ） 再加入[8]
  - 2017年12月、冬の特別公演『この泥棒ネコッ！～お後がよろしくないようで～』上演
- 2018年（平成30年）
  - 2018年3月、第13回公演『明日の君とシャララララ』上演、劇団として初めて再演（初演：第7回公演）を行った
  - 2018年4月、布施日花梨・久保田紗友・井上結愛 退団[9]
  - 2018年8月、第14回公演『DOLL』上演、劇団として初めて既存の戯曲を使用した公演を行った、山本萌花・弓木菜生 退団[10]
- 2019年（平成31年）
  - 2019年2月、第15回公演『肉体改造クラブ・女子高生版』上演
  - 2019年2月、広瀬咲楽 退団[11]
  - 2019年8月、オフィシャルサイトにて2019年10月末をもっての活動休止を発表[12]
  - 2019年10月26・27日、現メンバーによる卒団イベント『劇団ハーベスト大収穫祭』開催
  - 2019年10月31日、活動休止

## メンバー

### 最終メンバー
| 名前       | よみ            | 生年月日              | 出身地   | 所属期間                                             | 備考                                                                                 |
| ---------- | --------------- | --------------------- | -------- | ---------------------------------------------------- | ------------------------------------------------------------------------------------ |
| 望月瑠菜   | もちづき るな   | 1997年10月3日（27歳） | 東京都   | 結成時 - 活動休止時                                  | - サブリーダー（2016年6月26日 - 活動休止時） - 現、森川瑠菜 - プラウド所属           |
| 高橋紗良   | たかはし さら   | 1998年2月3日（27歳）  | 千葉県   | 結成時 - 活動休止時                                  | 現、たかはしさら                                                                     |
| 加藤梨里香 | かとう りりか   | 1998年3月20日（26歳） | 神奈川県 | 結成時 - 活動休止時                                  | - 2代目リーダー（2016年6月26日 - 活動休止時） - ソニー・ミュージックアーティスツ所属 |
| 川畑光瑠   | かわばた ひかる | 1998年6月13日（26歳） | 鹿児島県 | 結成時 - 活動休止時                                  |                                                                                      |
| 宮武佳央   | みやたけ かお   | 1999年5月1日（25歳）  | 大阪府   | 結成時 - 活動休止時                                  |                                                                                      |
| 篠崎新菜   | しのざき にいな | 1999年5月31日（25歳） | 東京都   | 結成時 - 2012年12月29日、2017年11月13日 - 活動休止時 | 旧、篠崎ニイナ（読み同じ）                                                           |
| 葛岡有     | くずおか ある   | 2002年2月17日（23歳） | 宮城県   | 2016年1月1日 - 活動休止時                            | ソニー・ミュージックアーティスツ所属                                                 |

### 過去のメンバー
| 名前       | よみ            | 生年月日               | 出身地 | 所属期間                     | 備考                                                                      |
| ---------- | --------------- | ---------------------- | ------ | ---------------------------- | ------------------------------------------------------------------------- |
| 若菜葵     | わかな あおい   | 1996年2月12日（29歳）  | 東京都 | 結成時 - 2013年6月17日       |                                                                           |
| 西園瑠花   | にしぞの るか   | 1997年10月31日（27歳） | 大阪府 | 結成時 - 2013年6月17日       |                                                                           |
| 鈴木悠巴   | すずき ゆうは   | 1998年5月8日（26歳）   | 東京都 | 2013年6月17日 - 2015年5月8日 | - 現、鈴木ゆうは（読み同じ） - 日本コロムビア所属                         |
| 青山美郷   | あおやま みさと | 1994年10月19日（30歳） | 兵庫県 | 結成時 - 2017年8月11日       | - 初代リーダー（結成時 - 2016年6月26日） - ファザーズコーポレーション所属 |
| 松永ミチル | まつなが みちる | 1997年11月5日（27歳）  | 東京都 | 結成時 - 2017年8月11日       |                                                                           |
| 布施日花梨 | ふせ ひかり     | 1997年12月4日（27歳）  | 東京都 | 結成時 - 2018年4月1日        |                                                                           |
| 久保田紗友 | くぼた さゆ     | 2000年1月18日（25歳）  | 北海道 | 結成時 - 2018年4月1日        | ソニー・ミュージックアーティスツ所属                                      |
| 井上結愛   | いのうえ ゆめ   | 2001年11月5日（23歳）  | 埼玉県 | 2016年1月1日 - 2018年4月1日  | - 現、松本結愛 - トキエンタテインメント所属                               |
| 山本萌花   | やまもと もえか | 1996年4月22日（28歳）  | 静岡県 | 結成時 - 2018年8月5日        | - サブリーダー（結成時 - 2018年8月5日） - 現、山本あかり                  |
| 弓木菜生   | ゆみき なお     | 1999年2月3日（26歳）   | 京都府 | 2013年6月17日 - 2018年8月5日 | - 現、弓木奈於 - 乃木坂46メンバー                                         |
| 広瀬咲楽   | ひろせ さら     | 1997年12月30日（27歳） | 宮城県 | 結成時 - 2019年2月24日       |                                                                           |

## 公演

### 本公演
- 旗揚げ公演『開演します！～girl's up! up!～』（2012年3月30日 - 4月1日、WoodyTheatre中目黒）- 全5回公演
  - 脚本／小林佐千絵、演出／中村公平
  - 出演メンバー／青山美郷・若菜葵・山本萌花・望月瑠菜・西園瑠花・松永ミチル・布施日花梨・広瀬咲楽・高橋紗良・加藤梨里香・川畑光瑠・宮武佳央・篠崎ニイナ・久保田紗友
- 第2回公演『一筆啓上！～girls look up!～』（2012年8月8日 - 12日、中野 ザ・ポケット）- 全7回公演
  - 脚本／小林佐千絵、演出／中村公平
  - 出演メンバー／青山美郷・若菜葵・山本萌花・望月瑠菜・西園瑠花・松永ミチル・布施日花梨・広瀬咲楽・高橋紗良・加藤梨里香・川畑光瑠・宮武佳央・篠崎ニイナ・久保田紗友
- 第3回公演『位置について！～girls start up!～』（2013年3月27日 - 31日、DDD AOYAMA CROSS THEATER）- 全7回公演
  - 脚本／小林佐千絵、演出／中村公平
  - 出演メンバー／青山美郷・若菜葵・山本萌花・望月瑠菜・西園瑠花・松永ミチル・布施日花梨・広瀬咲楽・高橋紗良・加藤梨里香・川畑光瑠・宮武佳央・久保田紗友
- 第4回公演『見切り発車シスターズ -happy go lucky-』（2013年8月7日 - 11日、シアターグリーン BIG TREE THEATER）- 全7回公演[注 1]
  - 脚本／田中大祐、演出／中村公平
  - 出演メンバー／青山美郷・山本萌花・望月瑠菜・松永ミチル・布施日花梨・広瀬咲楽・高橋紗良・加藤梨里香・鈴木悠巴・川畑光瑠・弓木菜生・宮武佳央・久保田紗友
- 第5回公演『反重力ガール -starting over!!-』（2014年3月26日 - 30日、新宿SPACE107）- 全8回公演
  - 脚本／田中大祐、演出／中村公平
  - 出演メンバー／青山美郷・山本萌花・望月瑠菜・松永ミチル・布施日花梨・広瀬咲楽・高橋紗良・加藤梨里香・鈴木悠巴・川畑光瑠・弓木菜生・宮武佳央・久保田紗友
- 第6回公演『裏と表とコーヒーフロート』（2014年7月30日 - 8月7日、ステージカフェ 下北沢亭）- 全16回公演[注 2]
  - 脚本／小林佐千絵、演出／中村公平
  - 出演メンバー／青山美郷・山本萌花・望月瑠菜・松永ミチル・布施日花梨・広瀬咲楽・高橋紗良・加藤梨里香・鈴木悠巴・川畑光瑠・弓木菜生・宮武佳央・久保田紗友
- 第7回公演『明日の君とシャララララ』（2015年3月25日 - 29日、シアター711）- 全9回公演[注 3]
  - 脚本／小林佐千絵、演出／中村公平
  - 出演メンバー／青山美郷・山本萌花・望月瑠菜・松永ミチル・布施日花梨・高橋紗良・加藤梨里香・久保田紗友
- 第8回公演『MIRACLE8』（2015年8月5日 - 9日、劇場MOMO）- 全8公演[注 4]
  - 脚本／益永あずみ、演出／中村公平
  - 出演メンバー／青山美郷・山本萌花・望月瑠菜・松永ミチル・布施日花梨・広瀬咲楽・高橋紗良・加藤梨里香・川畑光瑠・弓木菜生・宮武佳央・久保田紗友
- 第9回公演『起死回生スウィングバイ』（2016年3月23日 - 27日、下北沢 小劇場B1）- 全8公演
  - プロデュースメンバー／山本萌花、脚本／小林佐千絵、演出／中村公平
  - 出演メンバー／青山美郷・山本萌花・望月瑠菜・松永ミチル・布施日花梨・高橋紗良・加藤梨里香・川畑光瑠・弓木菜生・宮武佳央・井上結愛・葛岡有
- 第10回公演『真っ向ガール』（2016年8月3日 - 7日、中野 ザ・ポケット）- 全8公演[注 5]
  - プロデュースメンバー／松永ミチル、脚本／田中大祐、演出／中村公平
  - 出演メンバー／青山美郷・山本萌花・望月瑠菜・松永ミチル・広瀬咲楽・高橋紗良・加藤梨里香・川畑光瑠・弓木菜生・宮武佳央・井上結愛・葛岡有
- 第11回公演『杜町ペッパージャム』（2017年3月22日 - 26日、アトリエファンファーレ東新宿）- 全9公演
  - プロデュースメンバー／広瀬咲楽、脚本／益永あずみ、演出／中村公平
  - 出演メンバー／望月瑠菜・布施日花梨・広瀬咲楽・高橋紗良・加藤梨里香・川畑光瑠・弓木菜生・宮武佳央・井上結愛・葛岡有
- 第12回公演『芸能事務所 錦芸能舎の夏』（2017年8月4日 - 11日、アトリエファンファーレ高円寺）- 全14回公演[注 6]
  - 脚本／錦織純平、演出／中村公平
  - 出演メンバー／広瀬咲楽・高橋紗良・加藤梨里香・川畑光瑠・宮武佳央・井上結愛・葛岡有
- 第13回公演『明日の君とシャララララ』（2018年3月28日 - 4月1日、下北沢 小劇場B1）- 全9回公演[注 7]
  - 脚本／小林佐千絵、演出／中村公平
  - 出演メンバー／山本萌花・布施日花梨・高橋紗良・加藤梨里香・弓木菜生・久保田紗友・篠崎新菜・葛岡有
- 第14回公演『DOLL』（2018年8月1日 - 5日、下北沢 小劇場B1）- 全8回公演[注 8]
  - 脚本／如月小春、演出／中村公平・劇団ハーベスト
  - 出演メンバー／山本萌花・望月瑠菜・広瀬咲楽・高橋紗良・加藤梨里香・川畑光瑠・弓木菜生・宮武佳央・篠崎新菜・葛岡有
- 第15回公演『肉体改造クラブ・女子高生版』（2019年2月18日 - 24日、下北沢 小劇場B1）- 全10回公演[注 9]
  - 脚本／古城十忍、演出／中村公平・劇団ハーベスト
  - 出演メンバー／望月瑠菜・高橋紗良・川畑光瑠・宮武佳央・篠崎新菜

### 特別公演
- 冬の特別公演『GIRLS COUNT DOWN！』（2012年12月26日 - 29日、赤坂元気劇場）- 全7回公演[注 10]
  - 脚本／田中大祐、演出／中村公平
  - 出演メンバー／青山美郷・若菜葵・山本萌花・西園瑠花・加藤梨里香・川畑光瑠・宮武佳央・篠崎ニイナ・久保田紗友
- 冬の特別公演『BREAK!!～三者三様3姉妹～』（2013年12月24日 - 29日、ステージカフェ 下北沢亭）- 全14回公演[注 11]
  - 脚本／土屋聡美、演出／中村公平
  - 出演メンバー／青山美郷・山本萌花・望月瑠菜・松永ミチル・布施日花梨・広瀬咲楽・高橋紗良・加藤梨里香・宮武佳央・久保田紗友
- 冬の特別公演『季節はずれの収穫祭～冬だって採れるもんは採れる！Bon Appetit！』（2014年12月24日 - 29日、ステージカフェ 下北沢亭）- 全11回公演[注 12]
  - 脚本／小林佐千絵・土屋聡美・劇団ハーベスト、演出／中村公平・劇団ハーベスト
  - 出演メンバー／青山美郷・山本萌花・望月瑠菜・松永ミチル・布施日花梨・広瀬咲楽・高橋紗良・加藤梨里香・鈴木悠巴・川畑光瑠・弓木菜生・久保田紗友
- 冬の特別公演『季節はずれの収穫祭～Are you ready for New Year’s Eve?～』（2015年12月24日 - 29日、アトリエファンファーレ高円寺）- 全11回公演[注 13]
  - 脚本／劇団ハーベスト、脚本監修／益永あずみ、演出／劇団ハーベスト、演出協力／中村公平
  - 出演メンバー／山本萌花・望月瑠菜・松永ミチル・布施日花梨・広瀬咲楽・高橋紗良・川畑光瑠・弓木菜生・宮武佳央・久保田紗友
- 冬の特別公演『ジェラシック・パーク』（2016年12月23日 - 28日、アトリエファンファーレ高円寺）- 全10回公演[注 14]
  - プロデュースメンバー／高橋紗良、脚本／高橋紗良・益永あずみ、演出／中村公平
  - 出演メンバー／青山美郷・望月瑠菜・布施日花梨・広瀬咲楽・高橋紗良・弓木菜生・宮武佳央
- 冬の特別公演『この泥棒ネコッ！～お後がよろしくないようで～』（2017年12月22日 - 28日、アトリエファンファーレ高円寺）- 全12回公演[注 15]
  - プロデュースメンバー／宮武佳央、脚本／益永あずみ、演出／中村公平
  - 出演メンバー／山本萌花・望月瑠菜・広瀬咲楽・高橋紗良・加藤梨里香・川畑光瑠・弓木菜生・宮武佳央・篠崎新菜・井上結愛・葛岡有

## イベント
- 『劇団ハーベストの初遠足！～おやつはいくらまでOKですか？～』（2012年2月26日、アキバ・ソフマップ1号店）- 旗揚げ公演チケット販売イベント[注 16]
- 第2回公演チケット販売イベント（2012年8月1日、アキバ・ソフマップ1号店）[注 17]
- 『劇団ハーベストの文化祭～演劇部はまた大騒ぎ！～』（2012年9月17日、乃木坂スクエア）- 旗揚げ公演「開演します！～girl's up! up!～」DVD発売記念イベント
- 『神様のイタズラ』DVD発売記念イベント（2013年7月27日、赤坂サカス）[注 18]
- 『劇団ハーベスト初めての公開稽古！』（2014年6月29日）
- 『耕せ！公開稽古～2015春』（2015年2月28日、初台ファンファーレスタジオ）
- 『種まけ！公開稽古～2015夏』（2015年7月18日、ザ☆キッチンNAKANO）
- 『水まけ！公開稽古～2015秋』（2015年11月28日、アトリエファンファーレ高円寺）
- 旗揚げ５周年記念イベント『劇団ハーベスト観察日誌！』（2016年1月31日、乃木坂スクエア）
- ファンミーティング『激談！ハーベスト！』（2016年6月26日、アトリエファンファーレ高円寺）
- ファンミーティング『激談！ハーベスト！ vol.2』（2017年3月11日、アトリエファンファーレ東新宿）
- 『カムバック！ベコタンズ！』（2017年7月25日、新宿SAMURAI）- 第11回公演「杜町ペッパージャム」DVD発売記念イベント
- ひな祭りイベント『ホントに君はシャララララ？』（2018年3月3日、下北沢 近松）- 第13回公演「明日の君とシャララララ」再演記念イベント
- 広瀬咲楽presents『YOUR BEST X'MAS LIVE！！』（2018年12月25日、下北沢MOSAiC）
- 『劇団ハーベスト大収穫祭』（2019年10月26日 - 27日、アトリエファンファーレ高円寺）- 卒団(活動休止)イベント[注 19]